# Pěník
Pěník je rybník na potoce Jiher v Písku. Má protáhlý tvar orientovaný východo-západním směrem o délce asi 100 m a šířce 17 m. Napájí ho od západu potok Jiher, který přitéká od severozápadu. Hráz je umístěna na východní straně a její hranu tvoří betonová plocha objektu Městské Služby Písek, s.r.o. Odtéká přepadem v hrázi pod zemí a asi po 513 metrech se Jiher vlévá do Otavy. Bezprostřední okolí rybníka tvoří neprostupná zeleň, hráz je pak součástí Městských Služeb Písek. V okolí rybníka se dále nacházejí garáže, rodinné domy a objekty firem. Nejbližšími jsou ulice Pražská na jihu a výpadovka ve směru na Topělec na severu. Ještě v 50. letech 20. století se zde rybník nevyskytoval.

## Galerie

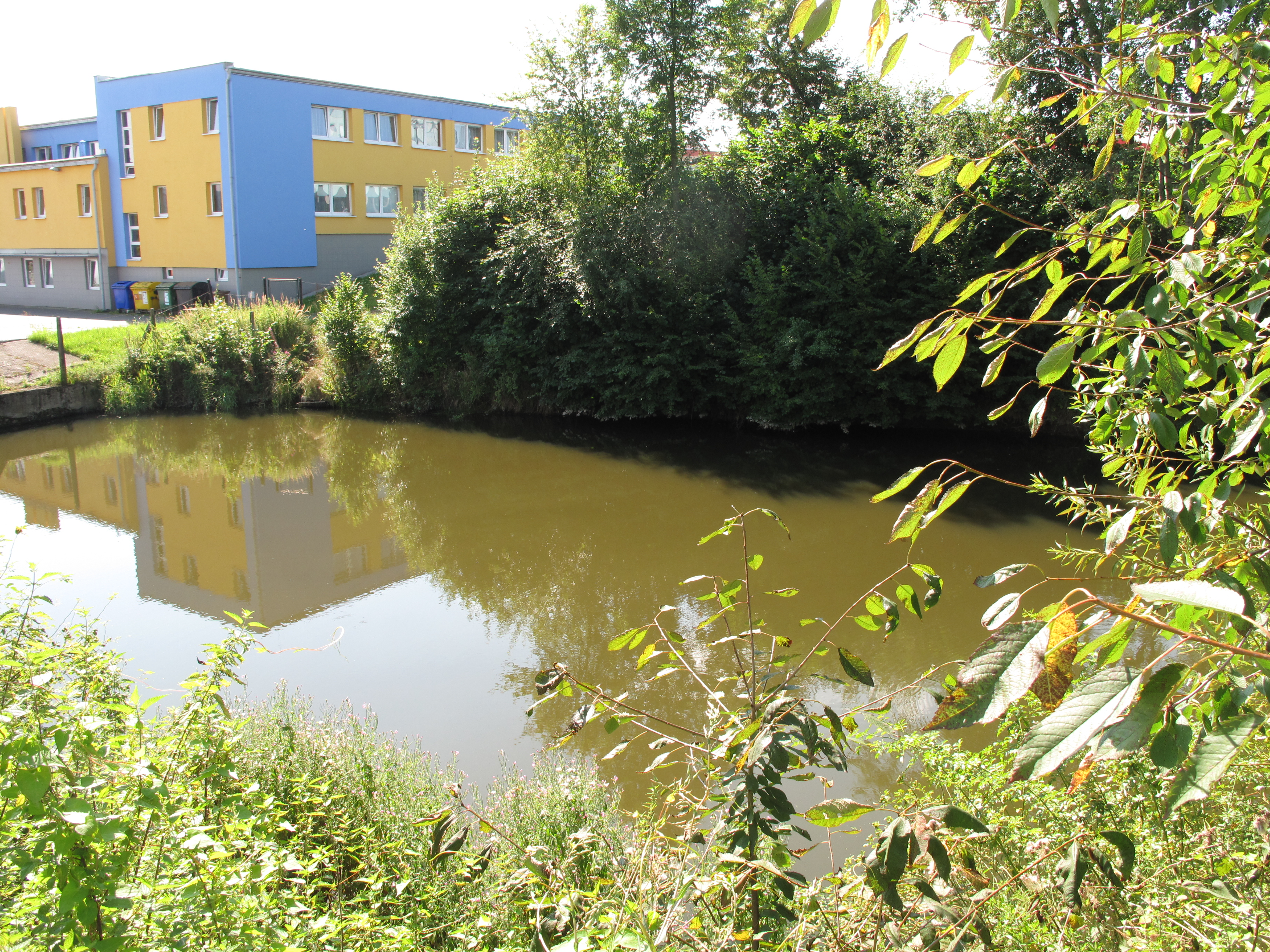
Plocha
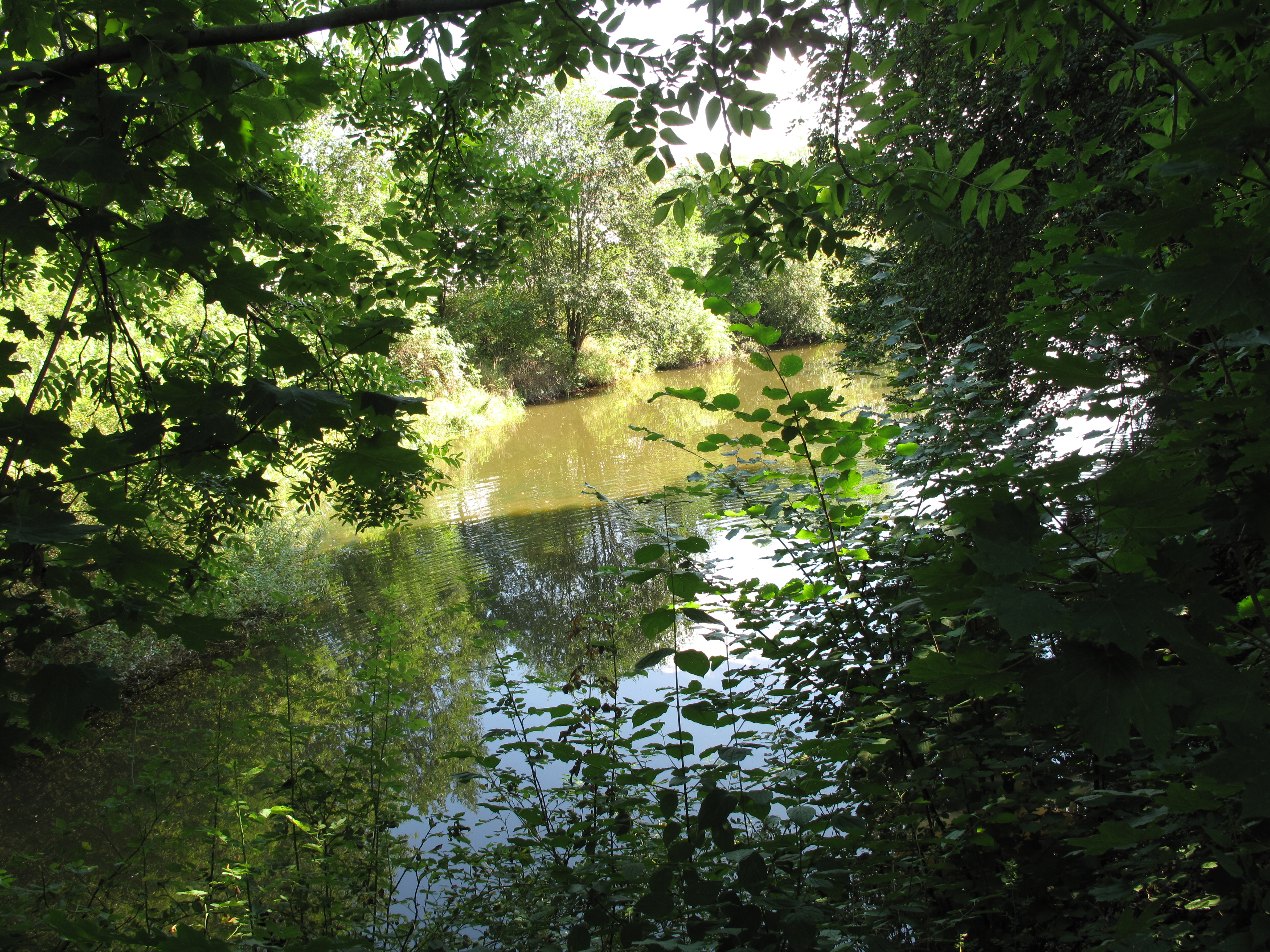
Přítok
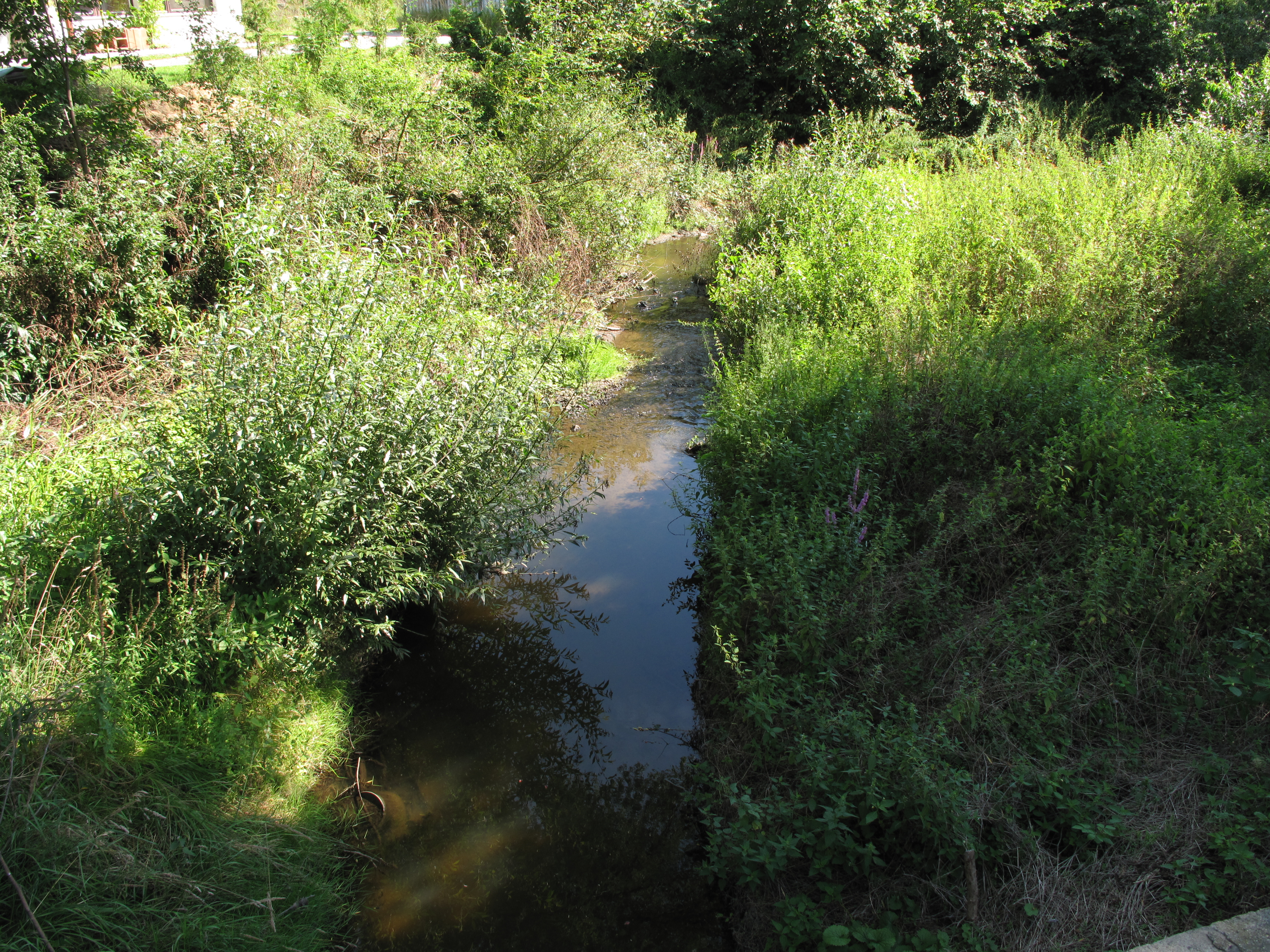
Jiher, který Pěník napájí